# Ano mariano

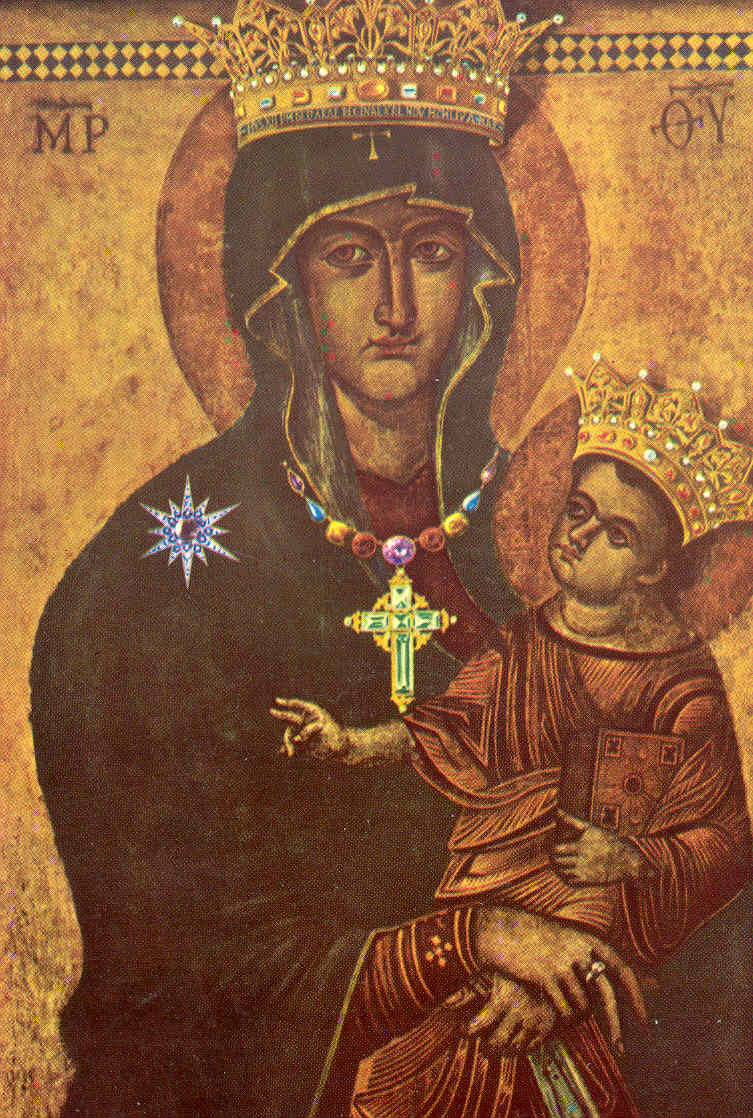
Ícone do Salus Populi Romani. A inscrição na coroa da Virgem diz: Pius XII PM Deiparae Reginae Kal MCMLIV A Mar (Papa Pio XII para a rainha mãe de Deus, ano mariano de 1954).

Um ano mariano é uma designação dada pela Igreja Católica a anos civis em que Maria, a mãe de Jesus, deve ser particularmente reverenciada e celebrada. Os anos marianos não seguem um padrão definido. Eles podem ser declarados por um bispo para sua diocese ou uma conferência nacional de bispos para um país. Na história da Igreja, apenas dois anos marianos internacionais foram pronunciados, pelo papa Pio XII em 1954 e pelo papa João Paulo II em 1987.

## Internacional

### Pio XII (1954)

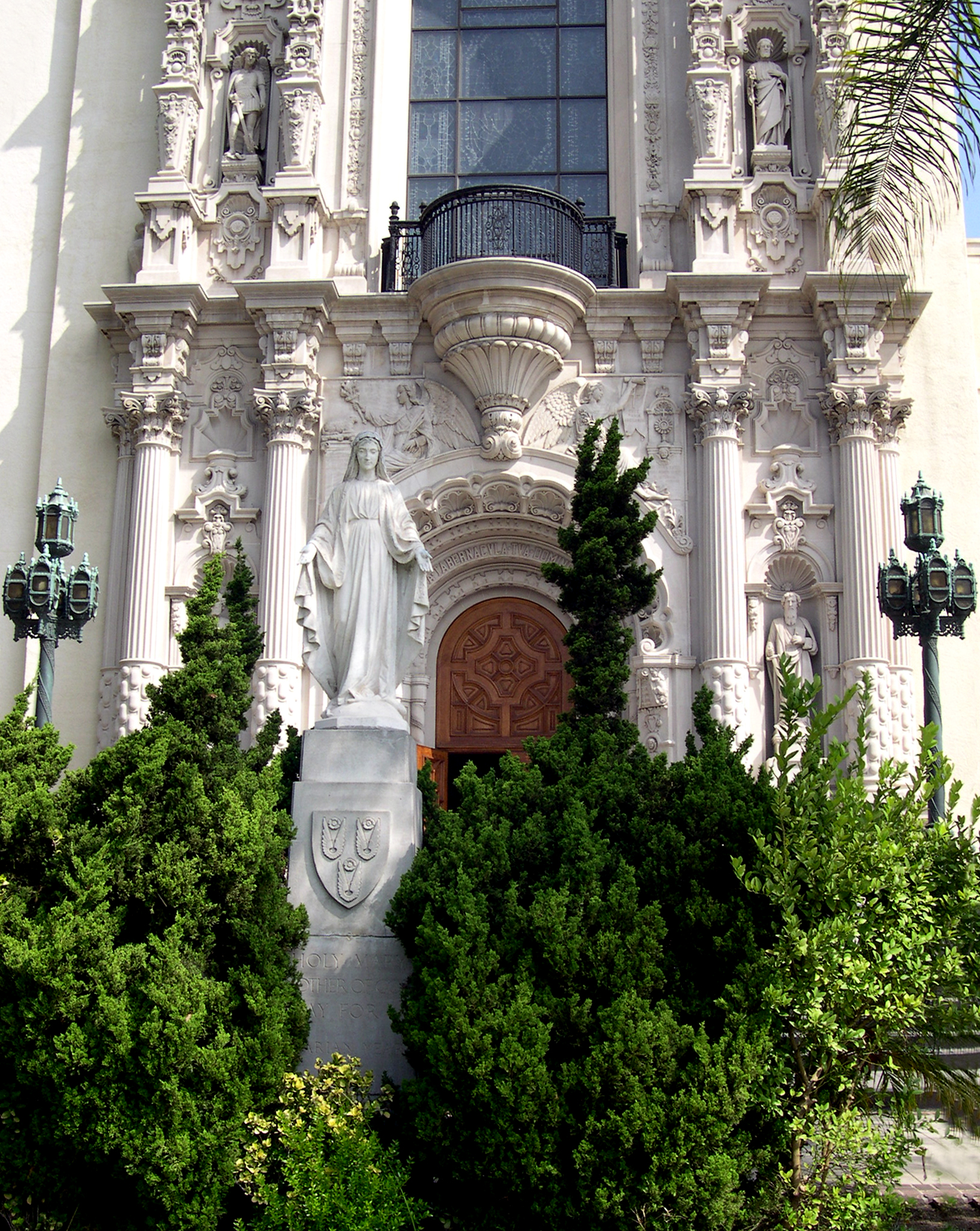
Estátua da Virgem Maria em comemoração ao primeiro ano mariano, 1954, Igreja de São Vicente, Los Angeles

Em 1953, com a encíclica Corona Fulgens, o papa Pio ordenou um ano mariano para 1954, o primeiro da história da Igreja. Foi chamado para comemorar o centenário da definição do dogma da Imaculada Conceição da Virgem Maria. O ano mariano, que decorreu de dezembro de 1953 a dezembro de 1954, foi repleto de iniciativas marianas, nas áreas de Mariologia, eventos culturais e reuniões de caridade e sociais.
- Os princípios do cristianismo, que a Virgem Mãe de Deus nos incita a seguir com entusiasmo e energia, só podem ser produtivos de maneira duradoura e duradoura somente quando efetivamente postos em prática. Levando isso em consideração, convidamos todos e cada um de vocês a celebrar o ano mariano que proclamamos ser realizado em todo o mundo, a partir do mês de dezembro próximo até o mesmo mês do próximo ano[4]

O papa promoveu sermões e discursos apropriados para explicar as crenças marianas. O objetivo é aumentar a fé do povo e sua devoção à Virgem Mãe. Igrejas e santuários marianos em todo o mundo ", ou pelo menos um altar, no qual a imagem sagrada da Virgem Maria está consagrada" devem convidar os serviços públicos para a devoção do povo cristão. O Papa convida especialmente para as celebrações na Gruta de Lourdes, "onde há uma fervorosa devoção à bem-aventurada Virgem Maria concebida sem mancha de pecado".
Em 11 de outubro de 1954, festa da maternidade da bem-aventurada Virgem Maria, Pio XII publicou a encíclica Ad Caeli Reginam, que estabeleceu a festa da Realeza de Maria.
No dia de Ano Novo de 1987, o Papa João Paulo II iniciou um ano mariano, de 7 de junho de 1987 (Pentecostes) a 15 de agosto de 1988 (Festa da Assunção), em preparação para o próximo milênio. Segundo Diarmuid Martin, da Pontifícia Comissão para Justiça e Paz, "a igreja se tornou extremamente intelectual após o Concílio Vaticano II, e o Santo Padre quer trazer de volta um pouco do calor tradicional que saiu de moda."
O papa publicou a encíclica enciclopédica Redemptoris Mater, que constitui a encíclica mariana mais longa já escrita por um pontífice. Representa o status da crença e da mariologia marianas no início do século XXI e serviu como "o principal recurso de ensino para nossa vida espiritual e ação pastoral durante o ano mariano". bispo Gérard Dionne, de Edmundston, disse: "Numa época em que existem tantas formas diferentes de devoção e reflexão teológica sobre Maria que não foram oficialmente aprovadas pela Igreja, é importante confiar com confiança na autoridade do Papa. ensino."
No início do ano mariano, uma grande cópia da Madonna della Colonna foi concluída fora da Praça de São Pedro. O papa João Paulo II havia sido abordado por um estudante que lhe disse que a Praça de São Pedro estava fria e incompleta sem o retrato da Bem-Aventurada Virgem Maria. Nos dois anos marianos, a devoção mariana, as peregrinações marianas e as reuniões marianas foram promulgadas.

## Outras
- Os carmelitas declararam um ano mariano em 2001 para aprofundar a apreciação da Ordem sobre sua herança mariana. As atividades diferiam de província para província. Alguns realizaram séries de palestras, outros recuaram, outros ainda publicaram trabalhos sobre o tema. Em particular, houve um enfoque no Escapulário Marrom como um sinal da proteção de Maria e do compromisso do portador com o carisma carmelita.[10]
- Em outubro de 2016, o bispo Thomas J. Tobin anunciou um Ano Mariano para a Diocese de Providence, Rhode Island, após o encerramento do Jubileu Extraordinário Internacional da Misericórdia em novembro. Em reconhecimento ao centenário das aparições de Nossa Senhora de Fátima, o Escritório diocesano de Culto Divino participou de uma peregrinação a Portugal. Uma imagem missionária de Nossa Senhora de Guadalupe visitou paróquias na diocese, com várias apresentações e horas santas.[11]